# Paroligia ptyophoroides
Paroligia ptyophoroides är en fjärilsart som beskrevs av Embrik Strand 1917. Paroligia ptyophoroides ingår i släktet Paroligia och familjen nattflyn. Inga underarter finns listade i Catalogue of Life.